# Bakkehuset

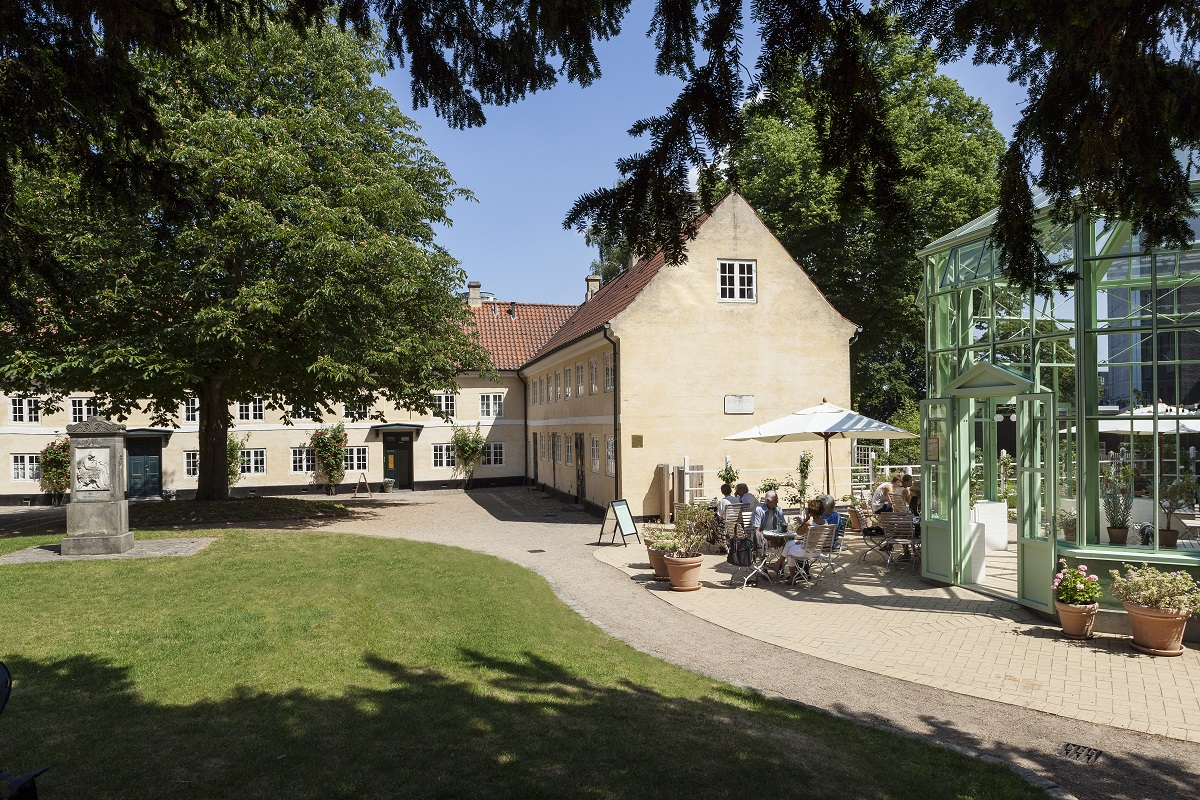
Bakkehusmuseet, 2020.

Bakkehuset är ett tidigare lantställe i Frederiksberg i  Köpenhamn. Det nuvarande huset byggdes 1674 och räknas som Frederiksbergs äldsta hus.
Bakkehuset har haft många funktioner, bland annat som värdshus och hem för 
förståndshandikappade barn. Det var 1780-1830 bebott av Knud Lyne Rahbek som hyrde in sig där under somrarna till 1802 då han köpte huset. Bankehuset är i synnerhet känt för de litterära kretsar som brukade samlas där, från 1789 med Knud Lynes hustru Kamma Rahbek som centralgestalt. Senare tillbringade Johan Ludvig Heiberg sina somrar där. 

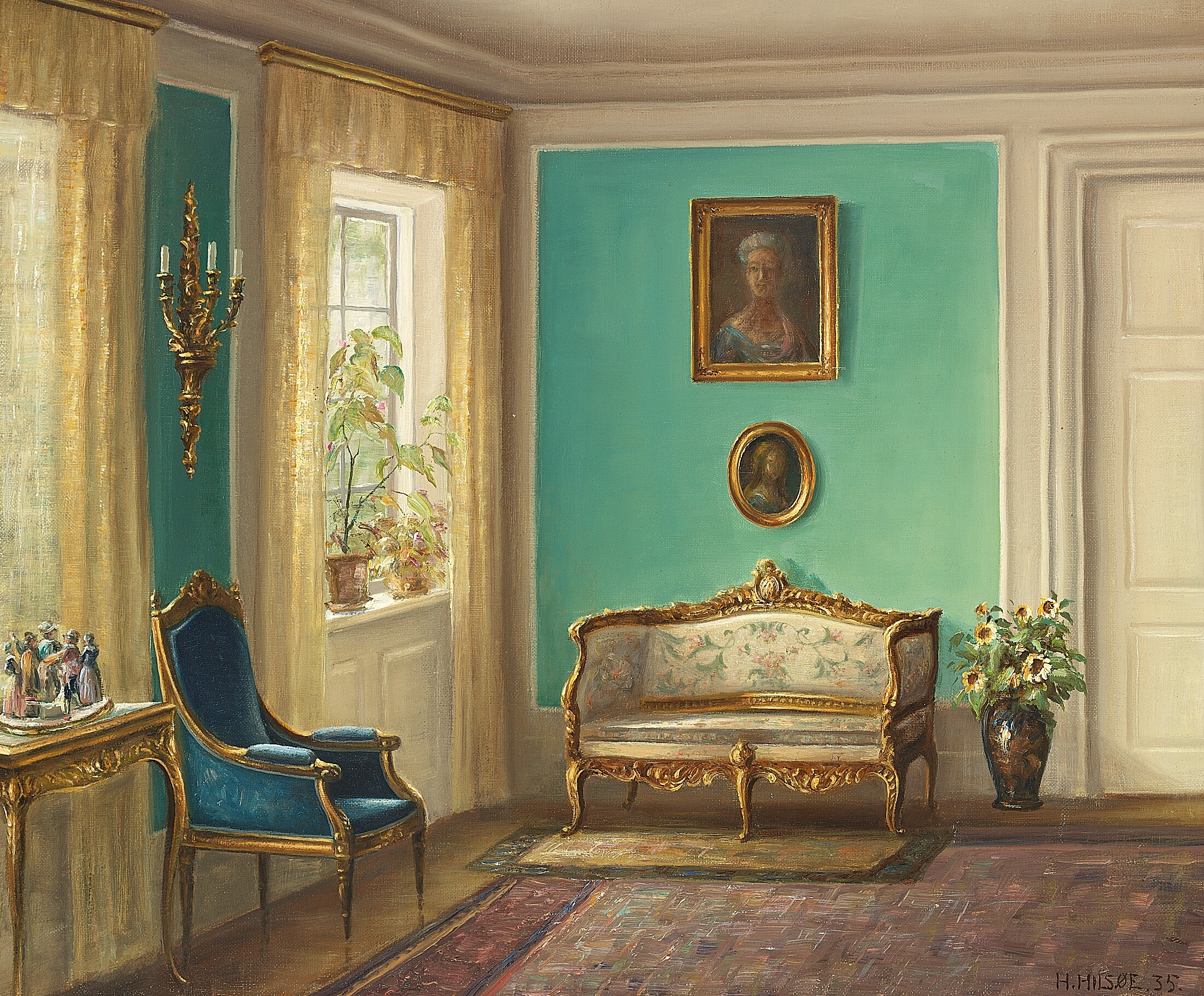
Interiör, 1935.

Huset inrymmer sedan 1925 museet Bakkehusmuseet som är inrett i paret Rahbeks tidigare våning.